# Carrsville
Carrsville är en ort i Livingston County, Kentucky, USA. År 2010 hade orten 50 invånare. Den har enligt United States Census Bureau en area på 0,4 km², allt är land.